# Geologie der Niederlande und Flanderns
Die Geologie der Niederlande und von Flandern ist klar in zwei Teile zu gliedern:
- Die quartären Sedimente an der Oberfläche, die die Landschaft und die Geomorphologie der Niederlande und von Flandern bestimmen, das Studium darüber fällt unter die Physische Geografie;
- Die festen Gesteine im tieferen Untergrund, die vor allem aus wirtschaftlichen Gründen wichtig sind, sie werden von Geologen und Montanwissenschaftlern studiert.

Eine Folge dieser Situation ist, dass diese Aufteilung der Forschung nirgendwo auf der Welt so deutlich wird wie hier.

## Überblick
Flandern und die Niederlande liegen im Norden der Ardennen, dem Westteil des Rheinischen Schiefergebirges. Sie bestehen an der Oberfläche genauso wie ein großer Teil Dänemarks und Norddeutschlands aus unkonsolidierten, sehr jungen (quartären) Sedimenten. 
Durch die Nähe des niedrig gelegenen Teils des europäischen Kontinents, dem Becken der Nordsee, ragen die Niederlande und Flandern selten viel höher als 30 m über den Meeresspiegel hinaus. Die Flüsse, die heute in die Nordsee münden, so der Rhein mit seinen Seitenarmen, die Maas, die Schelde, die Ems und andere kleinere Flüsse, haben für die Zufuhr einer großen Menge an Sediment gesorgt, die zur Bildung eines großen Deltas, des Rhein-Maas-Deltas, geführt hat. 
Als Folge davon kommen feste Gesteine selten an die Oberfläche. Auf mehr als 80 % der Niederlande treten Sedimente zu Tage, die weniger als eine Million Jahre alt sind. Damit gleicht die geologische Situation derjenigen, die in vielen geologisch jungen Senkungsgebieten anzutreffen ist, und ältere Gesteine liegen fast überall im tieferen Untergrund verborgen.

## Oberflächennahe Ablagerungen
Quartäre Sedimente werden in den Niederlanden meistens „Erdarten“ oder „Bodenarten“ genannt. Welches Sediment im Boden vorkommt, bestimmt in hohem Maße die heutige Parzellierung und Bodennutzung, und damit die Landschaft.

### Eisrandlagen (Präglazial und Saaleglazial)
An Teilabschnitten der großen Flüssen der Niederlande und an einigen Stellen im äußersten Osten des Landes kommen Sedimente an die Oberfläche, die älter sind als der vorletzte Eisvorstoß, das Saaleglazial (zwischen 380.000 und 150.000 Jahren vor heute). Im Westen und in der Mitte der Niederlande kommen diese präglazialen Kiese und Sande nur an die Oberfläche, wenn sie durch die Treibwirkung der Gletscher in den so genannten Eisrandlagen hochgestaut werden. Beispiele für große Eisrandlagen sind der Utrechter Hügelrücken, der Veluwe- und der Salländische Hügelrücken. Entlang der Außenseiten der Eisrandlagen wurde durch die Gletscher Geschiebelehm zurückgelassen.

### Decksand und Löss (Weichselglazial)
Im letzten Abschnitt der Eiszeit, dem Weichselglazial (vor ca. 110.000 bis 11.000 Jahren), war ebenso wie in den früheren Glazialen ein großer Teil des Meerwassers als Eis in den Eisschilden abgelagert, die Gebiete auf höheren Breitengraden wie Skandinavien vollständig bedeckten. Im Gegensatz zum Saaleglazial kam der Eisschild nicht bis in die Niederlande. Allerdings lag ein großer Teil der Nordsee (die an den meisten Stellen nicht tiefer als 30 m ist) durch das Absinken des Meeresspiegels trocken. In dem trockengefallenen Gebiet herrschte das Klima einer Polarwüste, wo der Wind freien Lauf hatte. In den Regionen im Süden der heutigen Nordsee wurde durch den Wind (äolischer) Sand abgesetzt, der so genannte Decksand. Je weiter man nach Süden kommt, desto kleiner werden die vom Wind mitgenommenen Körner, so dass der Decksand nach Süden hin immer feiner wird. Ungefähr im Süden der Linie Roermond-Antwerpen geht der Decksand in Löss über, ein Bodentyp, der aus gut sortierten, feinen Körnern besteht.
Äolische Sedimente wie Decksand und Löss haben die Eigenschaft, das Relief der Landschaft durch allmähliche Überdeckung von Geländevertiefungen und Gefälleknicken auszugleichen. Darum liegt der Decksand in den Nordniederlanden keilförmig gegen die Eisrandlagen an.

### Tonablagerungen, Eisrandlagen und Niedermoore (Holozän)
In den Landstrichen entlang der Küste (Provinzen Groningen, Friesland, Noord-Holland, Zuid-Holland, Zeeland, Westflandern und Ostflandern) bestehen die oberflächen Bodenschichten vor allem aus Tonablagerungen. Im Westen der Niederlande werden die Tone durch Niedermoore abgelöst. Beide wurden abgelagert, nachdem sich die Gletscher zurückgezogen und der Meeresspiegel zu steigen begonnen hatte (Transgression). Dies geschah in zwei großen Zyklen: 
- Im ersten Zyklus nach der Eiszeit, dem Boreal (vor 11.000 bis vor 8000 Jahren), wurden durch das Auftauen des Permafrosts im Boden Sumpfmarschlande geformt. Entlang der durch das abfließende Meerwasser gebildeten neuen Küstenlinie formte sich ein Dünenstreifen, hinter dem ein Sumpfgebiet lag. In dieser Zeit entstanden vor allem Moore, die in ihrer Gesamtheit das Basismoor genannt werden.

- Danach folgte eine Periode schnellen Meeresspiegelanstiegs und wärmeren Klimas. Diese Periode wird Atlantikum genannt (vor 8.000 bis vor 6.000 Jahren). Das Meer überspülte einen großen Teil der Niederlande, der Sumpf machte einem Binnenmeer mit Lagunen Platz, in dem Tone abgesetzt wurden. Diese Tone werden alter blauer Ton genannt. An vielen Stellen wurde das Basismoor durch Welleneinwirkung weggerissen, so dass es sich nicht mehr überall im Untergrund befindet.

- Auf das Atlantikum folgte die weniger warme Periode des Subboreals (ca. vor 6000 bis vor 3000 Jahren), in der sich das Meer etwas zurückzog. Die Lagunen wuchsen wieder zu Sümpfen zusammen, in denen eine neue Moorschicht abgelagert wurde. Diese Ablagerungen, das sogenannte Hollandveen, kommen in einigen Gebieten in den Nord- und Südholland und in der Provinz Utrecht an die Oberfläche. An vielen Stellen wurden sie abgegraben, um als Brennstoff genutzt zu werden. Dadurch sind Seen entstanden.

- Auf das Subboreal folgte das Subatlantikum, in dem der Meeresspiegel wieder anstieg. An einigen Stellen brach das Wasser durch die Dünenreihe und formte eine Lagune oder ein Binnenmeer. Ein Beispiel dafür ist das Flevomeer, das ungefähr an der Stelle des heutigen Flevoland lag. In den Küstenregionen hinter den Dünen wurde wieder Ton abgelagert, der sogenannte junge Seeton. An den Ufern formten sich in derselben Zeit die höheren jungen Dünen.

### Flusslehm
Fluss- oder Auenlehm wurde während des gesamten Quartärs dort abgelagert, wo Flüsse flossen. In den Kaltzeiten führten die Flüsse mehr Wasser als in den Warmzeiten und bildeten verflochtene Läufe aus (verflochtener Fluss). In den Warmzeiten wie dem heutigen Holozän kommen mäandrierende Flüsse vor. Die Wassermenge der Flüsse ist in den Eiszeiten höher gewesen.
Im Laufe der Zeit haben der Rhein, die IJssel, die Schelde und die Maas ihre Unterläufe in der holländischen Küstenebene mehrmals verlegt. Darum ist im Untergrund auch an einigen Stellen Flusslehm zu finden, wo heute kein Fluss fließt. Gleichzeitig verblieb ein Netzwerk von alten (sandigen) Stromrücken im Untergrund des Flussgebiets. Vor dem Saaleglazial floss zum Beispiel der Rhein von dort in Richtung Norden, wo heute Arnheim liegt, anstatt wie heute nach Westen. Durch die Ausbildung der Eisrandlage des Veluwe hat sich der Flusslauf später verschoben.
Etwas weiter südlich liegen die Flüsse in einer „festeren“ Position in einem Tal, wie die Maas in Limburg. Hier kommt Flusslehm nur in einem  Streifen entlang des Flusses vor.

### Hochmoor
Auf den hochgelegenen Eisrandlagen bildeten sich Hochmoore. Diese bedecken dort eine große Fläche; in den übrigen Niederlanden ist das Niedermoor weiter verbreitet. Das Hochmoor ist allerdings nicht auf Eisrandlagen begrenzt, es kann sich auch auf anderen höher gelegenen, wenig durchlässigen Böden bilden, wie etwa im Hohen Venn.

## Gesteine im tieferen Untergrund
Die Gesteine im niederländischen, nordbelgischen und norddeutschen Untergrund sind in großen Zügen mit denen an anderen Stellen in Westeuropa vergleichbar. Einige der hier aufgeführten und nur aus dem Untergrund bekannten Gesteine kommen in den Ardennen an der Oberfläche vor.

### Vorvariszischer Sockel
Der Sockel wird durch frühpaläozoische Gesteine gebildet, die älter sind als die variszische Gebirgsbildung (vor rund 390 bis 300 Ma). Diese befinden sich meistens in einigen Kilometern Tiefe, im Süden der Niederlande und in Flandern steigen sie im so genannten Brabanter Massiv an die Oberfläche, so dass sie in einigen Tälern Nordbelgiens aufgeschlossen sind.

### Karbon
Gesteine aus dem Karbon kommen nur an ein paar Stellen im äußersten Südosten von Limburg an die Oberfläche. Sie haben sich an den Rändern des variszischen Gebirges in seichten Küstensümpfen abgelagert. Aus den dort wachsenden Pflanzen bildete sich nach ihrem Absterben und der Überdeckung durch Sand und Schluff zunächst Braunkohle und später Steinkohle, die bis in die 1970er Jahre die Grundlage für den Bergbau in Südlimburg war.

### Perm und Trias
Im Süden der heutigen Nordsee war im Perm ein flaches Binnenmeer. Dieses wurde im Rotliegend und Buntsandstein mit Abbauprodukten des variszischen Gebirges, Sandsteinen und Konglomeraten, von Süden her gefüllt.   Im Süden der Niederlande und in Belgien fehlen sie ganz. Zum Norden hin, wo das Meer am tiefsten war, sind diese Schichten dicker. Sie dienen als Reservoirgesteine, in denen sich Erdöl und Erdgas aus dem darunter liegenden Karbon sammeln konnten.
Auf diesen porösen Gesteinsschichten wurden undurchlässige Schichten abgelagert, so durch den Rückzug des Meeres im Zechstein und Keuper Evaporite (hauptsächlich Salz) sowie Kalkstein im Jura. Diese Gesteine haben dafür gesorgt, dass an vielen Stellen im niederländischen Untergrund Erdöl und Erdgas nicht entweichen konnte und jetzt wirtschaftlich verwertbar ist. Das Salz aus dem Zechstein und Keuper hat unter Norddeutschland, der Nordsee und den Niederlanden, wo diese Schichten am mächtigsten waren, enorme Diapire (Salzstöcke) gebildet.

### Jura und Kreide
Während des Jura und der Kreide war das Gebirge im Süden nahezu komplett erodiert. Sowohl die Niederlande als auch Belgien wurden von einem seichten Meer bedeckt. Vor allem am Ende der Kreide wurden hier dicke Kalksteinschichten abgelagert. Diese kommen am Rand der Ardennen an die Oberfläche, zum Beispiel bei Maastricht, wo der Kalk in den großen Steinbrüchen der ENCI Holding abgebaut wird. Die gut aufgeschlossenen und fossilreichen Kalksteine um Maastricht gaben dem Maastrichtium, der obersten Stufe der Kreide, ihren Namen. In Limburg wird der Kreidekalk Mergel genannt, obwohl er wenig Ton und Silt enthält. An einigen Stellen ist in Kreidegesteinen trockenes Erdgas entstanden, das durch Kalkstein bedeckt wurde und abbaubar ist.

### Tertiär
Sedimente aus dem Tertiär treten an einigen Stellen im Süden der großen Flüsse zu Tage. Dabei wechseln sich Sande und Tone ab. An den meisten Stellen wurden diese tertiären Sedimente mit Decksand oder Löss bedeckt. Die tertiären Sedimente überlagern heute die Kreideschichten am Nordrand des Brabanter Massiv und sinken nach Norden unter die Quartärsedimente Zentralniederlands. Reste von tertiären Ablagerungen auf dem Hohen Venn zeigen, dass die Tertiärablagerungen früher weiter nach Süden reichten als heute. Im äußersten Osten der Niederlande kommen diese Sedimente an isolierten Stellen in Twente und in der Achterhoek ebenfalls an die Oberfläche.